# RJX-601
RJX-601（アールジェーエックス ろくまるいち）は、松下電器産業（現・パナソニック）が製造したアマチュア無線用無線機である。

## 概要
50MHz帯（50〜54MHz）AM（振幅変調）/FM（周波数変調）2モード（電波型式）のポータブル（可搬型）トランシーバーである。

### 登場までの経緯
50MHz帯はアマチュア無線人口が増えつつあった1970年代半ばの入門バンドとも言われており、以下の特徴を持っていた。
- VHF帯で波長6mと比較的アンテナは小型で容易に設置可能であった。
- 通常の伝播は地表波伝播で100km程度まででも、山岳をはじめとする高所での移動による運用では見通し距離が大幅に伸びること。またスポラディックE層の発生時には300 - 1500km以上の長距離通信が可能になることから、近隣ローカル局との交信（いわゆるラグチュー）からHF帯における遠距離通信のノウハウもトレーニングできるオールマイティな一面があった。
- ポータブル型トランシーバーは、トリオ（→ケンウッド→現・JVCケンウッド）からはTR-1000・1100・1200・1100B、井上電機製作所（現・アイコム）からはFDAM-1・2・3、AM-3D、新日本電気（→日本電気ホームエレクトロニクス→現・日本電気）からはCQP-6300などが発売されて[1]おり、比較的入手しやすい状況だったこと。さらに、これらが本格的固定機となるHF帯用トランシーバーに比較してもさらに低価格であったため、学生などの若年層でも開局がしやすい環境が構築されていた。

ほぼ同時期にBCLブームが到来しており、アマチュア無線へ移行も予想されていたことから、今後もアマチュア無線人口は増加の一途で採算的にも収益を上げられると松下電器産業では判断を下し、アマチュア無線分野への参入を決定した。その結果、1973年（昭和48年）1月に144MHz帯車載用FMトランシーバーRJX-201と同時に同社初のアマチュア無線用通信機として、ラジオ事業部が製造を行い発売されたのが本機である。

### 仕様
- 周波数：50〜54MHz連続可変（VFO発振周波数：29〜33MHz）
- 電波型式：AM（A3→現・A3E）/FM（F3→現・F3E）
- 変調方式：AM=終段コレクタ変調/FM=可変リアクタンス変調
- 終段/入力電力：2SC1306/12.0V6W
- 送信出力：3W/1W（切換可）
- 不要輻射強度：-60dB以上
- 受信方式：ダブルスーパーヘテロダイン
- 中間周波数；第1=21MHz・第2=455kHz
- 受信感度：AM=1.5uV時S/N比10dB以上 FM=1uV時S/N比20dB以上
- 選択度：AM=5kHz以上 FM=30kHz以上/-6dB
- 動作電圧：基準DC13.5V（DC11-15V）
- 消費電力：受信時40mA・送信時700mA（3W）・550mA（1W）
- 使用乾電池：単2形9本
- 内蔵アンテナ：ロッド式1/4λホイップ
- 外部アンテナ接続端子：M型接栓
- 外形寸法：190mm(W)×65mm(H)×230mm(D)
- 重量：2.2kg（本体のみ）
- JARL保証認定登録番号：M1[4]

### 主要純正オプション
- キャリングケース：RD-9601
- スピーカー付き安定化電源：RD-9460[5]
  - 電源出力：13.5V/1A スピーカー入力：8Ω/2W
  - 定価：19,800円

### 定価
発売当初は34,000円、その後は段階的に値上げし、販売終了時には37,000円。
秋葉原・大須・日本橋などの電気街での実勢価格は30,000円前後であった。

## 評価
先行機種に比較して本機は、以下の点でのアドバンテージを持っていた。
バンドフルカバー送受一体完全トランシーブVFO
他機種はVFO（可変周波数発振器）の可変範囲が狭いか水晶シンセサイザの水晶の数が少なく、バンド内を完全にカバーできなかった。また、殆どの機種が送受信のVFOが異なり送信前に周波数を一致させるキャリブレーション（校正）を要した。このため、バンド内のどこでも受信した周波数で即送信できる完全トランシーブ機能は大きな優位性になった。
3Wの出力
CQP-6300が3Wであった以外は1Wであった。本機は近距離通信用に1Wに低減できた。
スケルチ
ノイズスケルチを搭載し、AM/FM両モードで動作した。
乾電池運用時の配慮
S/RFメーターは、バッテリメーターに切換可能な上に乾電池使用時には照明電源を切って消費電力を抑えるスイッチも装備されていた。
小型・軽量化
先行機種よりも、小型・軽量化がなされていた。筐体は黒の結晶塗装、操作パネル面も黒基調で従来の通信機然としたものから家電メーカーらしいデザインとなっており、1973年度グッドデザイン賞を受賞している。
以上の点から先行機種よりトータルバランスが優れていたこともあり、本機は爆発的人気を得て、50MHz帯ポータブルトランシーバーのスタンダードとも言える存在になった。
一方、トリオ・井上電機は方針を転換してSSBモードを採用したうえ、小型・軽量化（いわゆるハンディ機化）を促進し、1975年（昭和50年）にそれぞれTR-1300・IC-502を発売した。しかし、周波数帯は同じとはいえモードもコンセプトも異なった無線機であったため、必然的に住み分けがなされてしまい、直接的なライバル機には成し得なかった。また、AM・FM2モード機は新日本電気からCQP-6400が発売されたものの周波数上限が52.5MHzまでとフルカバーでなく、価格面での優位性もなかったために本機の牙城を崩すことはできなかった。1978年（昭和53年）には松下電器もSSB/CWトランシーバーのRJX-610を発売するも送信モードがすべて異なることから直接の後継機種とはなり得ず、本機の製造は継続された。最終的に製造が終了したのは1980年（昭和55年）で、モデルチェンジなしで8年間の継続生産は無線機としてはきわめて異例のロングセラーである。

## 改良・改造
本機は、8年間に渡り製造が行われた間に仕様には表れない改良が行われた、また、使用者の使用状況に応じて種々の改造がなされた。

### 松下電器産業が行った改良
VFOシャフト径の変更
VFOのバリコン〜カップリング間のシャフト径が、極初期に製造された物は直径6mm程度であるが、すぐに直径2mm程度の物に設計変更が行われた。これは太ければダイヤルのバックラッシュが少ないというメリットがある反面、バリコンとベアリングの位置がずれてダイヤルが重くなるデメリットも見逃せないこと。さらにコスト抑制の観点から行われた改良である。
FM送信デビエーションのナロー化対策
登場時のチャンネルプランでは、FMの最大周波数偏移は±40kHzであったが、1976年（昭和51年）から±16kHzまで狭帯域化することになった。本機では、基板上の抵抗R14を切断することにより周波数偏移±5kHzになってナロー化対策が完了する。この件は、途中から取扱説明書に追記された。
ハンドマイクデザインの変更
初期のハンドマイクは、四角形タイプの大型ハンドマイクであるが、1974年（昭和49年）製造のモデルからは、変形六角形タイプのデザインを採用した軽量タイプの物に変更された。
ロゴデザイン変更ならびにS/RF/BATTメーター表示の変更
- 製造途中でロゴが「NATIONAL」→「National」に変更
- 製造末期でS/RF/BATTメーター表示が広幅大型化

以上2点が変更になったために次の3種類表示が存在する。
- 「NATIONAL」ロゴでS/RF/BATTメーター表示が狭幅
- 「National」ロゴでS/RF/BATTメーター表示が狭幅
- 「National」ロゴでS/RF/BATTメーター表示が広幅

直接の改良ではないが、個体の製造時期を判断するひとつの材料となっている。

### 使用者が行った改造
ダイヤル校正用水晶の交換
ダイヤル校正のために29MHzで水晶発振し、第1中間周波数の21MHzと混合して50MHzの位置で行う設計がなされていた。しかし、目盛が100kHz間隔でありダイヤルのバックラッシュも大きく、特にFMの呼出周波数であった51.0MHzに確実にゼロインさせるには非常に難しかった。そのため水晶発振周波数を30MHzにすれば、51.0MHzで校正されるために主にFM運用者が多数行った。
トランスバーター化
送受信部の構成は
- 送信：21MHzの局部発振にVFO出力を加え、50MHz帯出力を得る。
- 受信：50MHz帯の信号をVFOと混合し、21.0MHzの第1中間周波数に変換し、さらに21.455MHzの第2局部発振を加えて455kHzの出力を得る。

これは21MHzに周波数を固定したトランシーバーに周波数可変型トランスバーターを付属した構成である。したがって、HF帯トランシーバーの21MHz出力をRJX-601に入力して、SSB・CWモードでの運用を可能にする改造である。
周波数デジタルカウンター接続
ダイヤルの目盛が100kHz間隔であったのでより詳細な周波数を知るために周波数カウンターを接続する。
受信プリアンプ追加
当時としては広帯域の4MHzフルカバーであったために全体的に感度が悪くプリアンプを追加して対処した。
10Wリニアアンプ内蔵化改造
乾電池スペースに内蔵するためポータブル使用は困難となるデメリットから、固定機として使用する制約があった。
VFOのPLLシンセサイザ化
本機のVFOは発振周波数の精度・安定度が悪いために周波数変動が大きくなる欠点があり、改善目的から1980年代以降に本改造を施工する例が見受けられた。ただし本改造には高度な技術を要する。
フォックスハンティング仕様への特化
シールド強化や減衰器内蔵などをはじめとする改造。
短波ラジオ化
LED式FMセンターメーター追加

### サードパーティーによるアクセサリー
本機は、製造台数が多かったことや多数の改造が行われたこともあって、サードパーティーによるアクセサリーもある。

#### FC-601
1976年に長居通信が製造した本機専用の周波数カウンタ。1kHzまで直読可であった。

#### LPS-602
1977年（昭和52年）にウィングス電子が製造したベース用キット。本機をビルトインさせるとともにDC電源・FMセンターメーター・送信用10Wリニアアンプ（終段：2SC1307）・受信プリアンプ・1kHz直読カウンタ（カウンタなしの機種もあり）を内蔵した。当初、九十九電機が独占販売したことや本体並の価格であったことから、流通量は極めて少ない。

## 現状
21世紀になっても50MHz帯AMで使用されていることが確認できる。その要因として次のことが挙げられる。
- 製造台数が多かった。
- AMの変調方式が終段コレクタ変調のため、音質が良くかつ深い変調がかけられることから愛用者が多い。
- すでにパーツ類は廃止品種になっているものの一部を除いて入手可能であり、代替品種も多数存在しているためにメンテナンス的な問題がクリアされている[16]。

オークションやアマチュア無線フェスティバルの即売会でも流通量が多く、ジャンク扱い品や部品取りならば数千円程度、完動品ならば1万円前後で現在も取引されているために比較的入手しやすいといえる。
免許申請
2005年（平成17年）の総務省令無線設備規則のスプリアス発射等の強度の許容値に関する技術基準の改正により、本機の製造は2005年11月30日以前であることから2017年12月1日以降は免許申請ができないことになった。このため日本アマチュア無線振興協会（JARD）は2016年にスプリアス特性を確認した機器はリストとして公表し、保証するとした。本機もリストに掲載されており、2017年12月1日以降の免許申請には保証を要する。